# Aliança Patriótica para a Mudança
A Aliança Patriótica para a Mudança (APC; em espanhol Alianza Patriótica para el Cambio) foi uma coligação de vários partidos políticos de centro-esquerda do Paraguai. Foi a legenda do presidente eleito em 2008 Fernando Lugo.

## Partidos integrantes
- Partido Revolucionário Febrerista
- Partido Democrata Cristão do Paraguai
- Partido País Solidário
- Partido da Frente Ampla
- Partido Encontro Nacional
- Bloco Social e Popular
- Partido Social Democrata
- Avancemos
- Poder Cidadão em Ação
- Movimento de Participação Cidadã

## História
Esta coalização foi estabelecida em 18 de setembro de 2007 na sede do Partido Febrerista com base em outra coalização do ano de 1978. Foi responsável pela candidatura de Fernando Lugo e Frederico Franco à Presidência paraguaia, da qual saíram vitoriosos. Com a eleição de Fernando Lugo, a APC quebrou mais de 61 naos ininterruptos de governo do Partido Colorado. Em 2010, se uniu com outra coalização para as eleições municipais - a Espacio Unitario, atingindo assim a marca de 18 partidos unidos.